# Rhamnus globosa
Rhamnus globosa är en brakvedsväxtart som beskrevs av Aleksandr Andrejevitj Bunge. Rhamnus globosa ingår i släktet getaplar, och familjen brakvedsväxter. Inga underarter finns listade i Catalogue of Life.